# Ainsworth (Iowa)
Ainsworth – miasto w Stanach Zjednoczonych, w stanie Iowa, w hrabstwie Washington. W 2023 roku liczyło 513 mieszkańców.